# Claus Ahrens (Jurist)
Claus Ahrens (* 8. Dezember 1963 in Wolfsburg) ist ein deutscher Jurist.

## Leben
Nach dem Abitur 1983 in Hildesheim und dem Wehrdienst (1983–1984) studierte er von 1984 bis 1990 Rechtswissenschaften an der Universität Würzburg (1990: erstes juristisches Staatsexamen). Von 1990 bis 1993 absolvierte er das Referendariat (1993: zweites juristisches Staatsexamen). Nach der Promotion 1995 und der Habilitation 2001 ist er seit 2004 Inhaber des Lehrstuhls für Privatrecht, insb. Wirtschaftsprivatrecht in Wuppertal.

## Schriften (Auswahl)
- Wertpapiere in bargeldlosen Zahlungssystemen. Dargestellt am Beispiel der Kreditkarte unter Berücksichtigung von Scheckkarten-, Geldautomaten- und POS-Verfahren. Baden-Baden 1997, ISBN 3-7890-4693-0.
- Persönlichkeitsrecht und Freiheit der Medienberichterstattung. Konfliktsituationen – Schutzansprüche – Verfahrensfragen. Berlin 2002, ISBN 3-503-06667-5.
- Die Verwertung persönlichkeitsrechtlicher Positionen. Würzburg 2002, ISBN 3-89913-228-9.
- Europäisches und Internationales Wirtschaftsprivatrecht. Stuttgart 2017, ISBN 978-3-17-021709-6.